# منوچهر تسلیمی
منوچهر تسلیمی (۱۳۰۲، قزوین - ۱۳۷۷، کینگستون) دولتمرد ایرانی در دروان پهلوی و وزیر بازرگانی کابینه امیرعباس هویدا بود.

## زندگی
منوچهر تسلیمی سال ۱۳۰۲ در قزوین متولد شد. تحصیلات ابتدائی و قسمتی از متوسطه را در قزوین به اتمام رسانید و دورهٔ دوم متوسطه را در مدرسهٔ فیروزبهرام طی کرد. از دبیرستان البرز در تهران در سال تحصیلی 1321-1320 دیپلم ریاضی گرفت. پس از اخذ دیپلم برای ادامه تحصیل به اروپا رفت و در پاریس وارد دانشکده برمن شد. لیسانس و دکترای فلسفه گرفت و به ایران بازگشت و دانشیار دانشکدهٔ ادبیات و علوم انسانی شد. وقتی که دانشسرای عالی از دانشکدهٔ ادبیات جدا شد و واحد فرهنگی مستقلی شد، منوچهر تسلیمی به ریاست دانشسرای عالی منصوب گردید و چندی ریاست آنجا را عهده‌دار بود. در ۱۳۴۶ به معاونت وزارت اطلاعات منصوب شد و سپس در سال ۱۳۴۷ به ریاست دانشگاه تبریز منصوب گردید. تسلیمی در سال ۱۳۵۲، به تهران بازگشت و بزرگترین کار صنعتی کشور یعنی سازمان گسترش و نوسازی صنایع ایران به او واگذار شد، در بهمن ماه ۱۳۵۴ به وزارت بازرگانی منصوب گردید.  تسلیمی تا مرداد ۱۳۵۶ در کابینه عضویت داشت. پس از کناره گیری امیرعباس هویدا او نیز کنار رفت و سرانجام روز پانزدهم آبان ماه ۱۳۵۷ طبق ماده پنج حکومت نظامی بازداشت شد و در ۲۲ بهمن ماه ۱۳۵۷ از زندان خارج و مدتی در انزوا به‌سر می‌برد تا به اروپا عزیمت نمود.